# کالبوکو
کالبوکو (به اسپانیایی: Calbuco) یک شهرستان‌ در شیلی است که در Llanquihue Province واقع شده‌است. کالبوکو ۵۹۰٫۸ کیلومتر مربع مساحت و ۳۲٬۹۶۳ نفر جمعیت دارد و ۷ متر بالاتر از سطح دریا واقع شده‌است.